# RARBG
RARBG foi um site, fundado em 2008, que fornecia arquivos torrent e links magnéticos para facilitar o compartilhamento de arquivos ponto-a-ponto usando o protocolo BitTorrent.

## Bloqueio e censura
Em dezembro de 2008, o site ficou fechado por uma semana devido à medida judicial da BREIN.
RARBG permanece bloqueado nos seguintes países:
| País/região            | Data do bloqueio       |
| ---------------------- | ---------------------- |
| Arábia Saudita         | 2 de abril de 2014     |
| Reino Unido            | 27 de novembro de 2014 |
| Dinamarca              | 27 de março de 2015    |
| Portugal               | 26 de outubro de 2015  |
| Paquistão              | Desconhecida           |
| Bulgária               | Desconhecida           |
| Índia                  | Desconhecida           |
| Marrocos               | Desconhecida           |
| Cazaquistão            | Desconhecida           |
| Bélgica                | 3 de janeiro de 2019   |
| Indonésia              | 10 de outubro de 2017  |
| Emirados Árabes Unidos | 8 de junho de 2018     |
| Irlanda                | 18 de janeiro de 2018  |
| Austrália              | 18 de agosto de 2017   |
| Finlândia              | 7 de junho de 2018     |

## Fechamento
Considerado um dos maiores na área de downloads P2P, o site de download de torrent conhecido como RARBG deixou de funcionar de forma inesperada no dia 31 de maio de 2023
A partir de agora, quem tenta entrar na página inicial ou em qualquer link anteriormente fornecido pelo grupo se depara com a mensagem de despedida.
De acordo com o TorrentFreak, esse é um dos fechamentos mais significativos do setor em anos, já que a página era responsável tanto por hospedar links quanto por disponibilizar releases próprios em qualidades variadas.
O RARBG nasceu em 2008 na Bulgária como um índice totalmente fechado, sem receber colaborações de usuários. Ainda segundo a reportagem, ele era o quarto site da categoria mais acessado em todo o mundo.
Na data de 31 de maio de 2023, o site encerrou suas atividades, passando a exibir uma mensagem no lugar de sua habitual página de início.
"Hello guys,
We would like to inform you that we have decided to shut down our site.
The past 2 years have been very difficult for us - some of the people in our team died due to covid complications,
others still suffer the side effects of it - not being able to work at all.
Some are also fighting the war in Europe - ON BOTH SIDES.
Also, the power price increase in data centers in Europe hit us pretty hard.
Inflation makes our daily expenses impossible to bare.
Therefore we can no longer run this site without massive expenses that we can no longer cover out of pocket.
After an unanimous vote we've decided that we can no longer do it.
We are sorry. :(
Bye"
Tradução (Português brasileiro):
"Olá, pessoal,
Gostaríamos de informar que decidimos encerrar nosso site.
Os últimos 2 anos foram muito difíceis para nós - algumas pessoas de nossa equipe morreram devido a complicações graves,
outros ainda sofrem os efeitos colaterais disso - não sendo capazes de trabalhar.
Alguns também estão lutando na guerra na Europa - EM AMBOS OS LADOS.
Além disso, o aumento do preço da energia nos data centers na Europa nos afetou bastante.
A inflação torna nossas despesas diárias impossíveis de suportar.
Portanto, não podemos mais administrar este site sem despesas enormes que não podemos mais cobrir do próprio bolso.
Depois de uma votação unânime, decidimos que não podemos mais fazer isso.
Nos desculpe. :(
Tchau"